# Oakford, Western Australia
Oakford är en ort i Australien. Den ligger i kommunen Serpentine-Jarrahdale och delstaten Western Australia, omkring 29 kilometer söder om delstatshuvudstaden Perth. Antalet invånare är 2 137.
Runt Oakford är det glesbefolkat, med 12 invånare per kvadratkilometer.. Närmaste större samhälle är Armadale, nära Oakford. 